# 지오아이-1
지오아이-1(GeoEye-1)은 2008년 9월에 발사된 맥사 테크놀로지스 (구 디지털글로브) 소유의 고해상도 지구 관측 위성이다. 이 위성은 2013년 지오아이 인수 과정에서 확보되었다.

## 역사
2004년 12월 1일, 제너럴 다이내믹스 C4 시스템은 오브뷰-5 위성을 제작하기 위한 약 US$2억 9백만 달러 규모의 계약을 체결했다고 발표했다. 센서는 ITT 엑셀리스에서 설계했다.
현재 지오아이-1로 알려진 이 위성은 원래 2008년 4월에 발사될 예정이었으나, 자체적으로 지연된 미국 정부 임무로 인해 30일의 발사 슬롯을 잃었다. 2008년 8월 22일 델타 II 발사체에 실려 반덴버그 공군기지에서 발사하도록 일정이 변경되었다. 빅 크로우 원격 측정 중계기 가용성 부족으로 인해 2008년 9월 4일로 발사가 연기되었다. 허리케인 한나가 발사팀에 영향을 미쳐 9월 6일로 다시 지연되었다.
발사는 2008년 9월 6일 18:50:57 UTC에 성공적으로 이루어졌다. 지오아이-1 위성은 발사 58분 56초 후인 19:49 UTC에 델타 II 발사체에서 성공적으로 분리되었다.

## 사양 및 운영
지오아이-1은 천저에서 15.2 km (9.4 mi) 폭으로 0.41 m (16 in) 전정색 및 1.65 m (5.4 ft) 다중 스펙트럼 이미지를 제공한다. 이 위성은 고도 681 km (423 mi), 경사 98도, 오전 10시 30분 적도 교차 시간의 태양 동기 궤도에 있다. 지오아이-1은 천저에서 최대 60도까지 촬영할 수 있다. 버지니아주 덜레스에서 운영된다.
발사 당시 지오아이-1은 세계 최고 해상도의 상업용 지구 이미지 위성이었다. 지오아이-1은 애리조나주 길버트에서 제너럴 다이내믹스에 의해 제작되었으며, 첫 이미지는 10월 7일 펜실베이니아주 쿠츠타운의 쿠츠타운 대학교에서 반환되었다.
로켓 측면에 로고가 있던 구글은 데이터의 온라인 지도 사용에 대한 독점권을 갖는다. 지오아이-1은 픽셀당 41 센티미터 per pixel (16 in/px) 크기의 세부 정보를 가진 이미지를 촬영할 수 있지만, 해당 해상도는 미국 정부만 사용할 수 있었다. 구글은 픽셀당 50 cm per pixel (20 in/px)의 세부 정보에 접근할 수 있다. 이전 최대 상업용 이미지는 60 cm (24 in)이었다.
미국 국가지리정보국과 구글은 위성과 지오아이의 지상국 4곳 업그레이드를 위해 총 US$5억 2백만 달러를 지불했다.

### 2009년 이상
2009년 12월 지오아이는 하향 안테나의 불규칙성을 이유로 지오아이-1의 이미지 수집을 며칠간 중단했다고 발표했다. 지오아이는 기자회견에서 "불규칙성은 지오아이-1의 하향 안테나 움직임 범위를 제한하는 것으로 보이며, 이는 지오아이-1의 이미지 촬영과 하향 동시 능력에 영향을 미칠 수 있다"고 말했다. 그러나 비미국 고객에게는 이미지 촬영 및 하향 동시 기능이 약화되었음에도 불구하고 위성은 곧 정상적으로 작동했다.

## 같이 보기
- 2008년 우주 비행